# 6 de novembro
6 de novembro é o 310.º dia do ano no calendário gregoriano (311.º em anos bissextos). Faltam 55 dias para acabar o ano.

## Eventos históricos

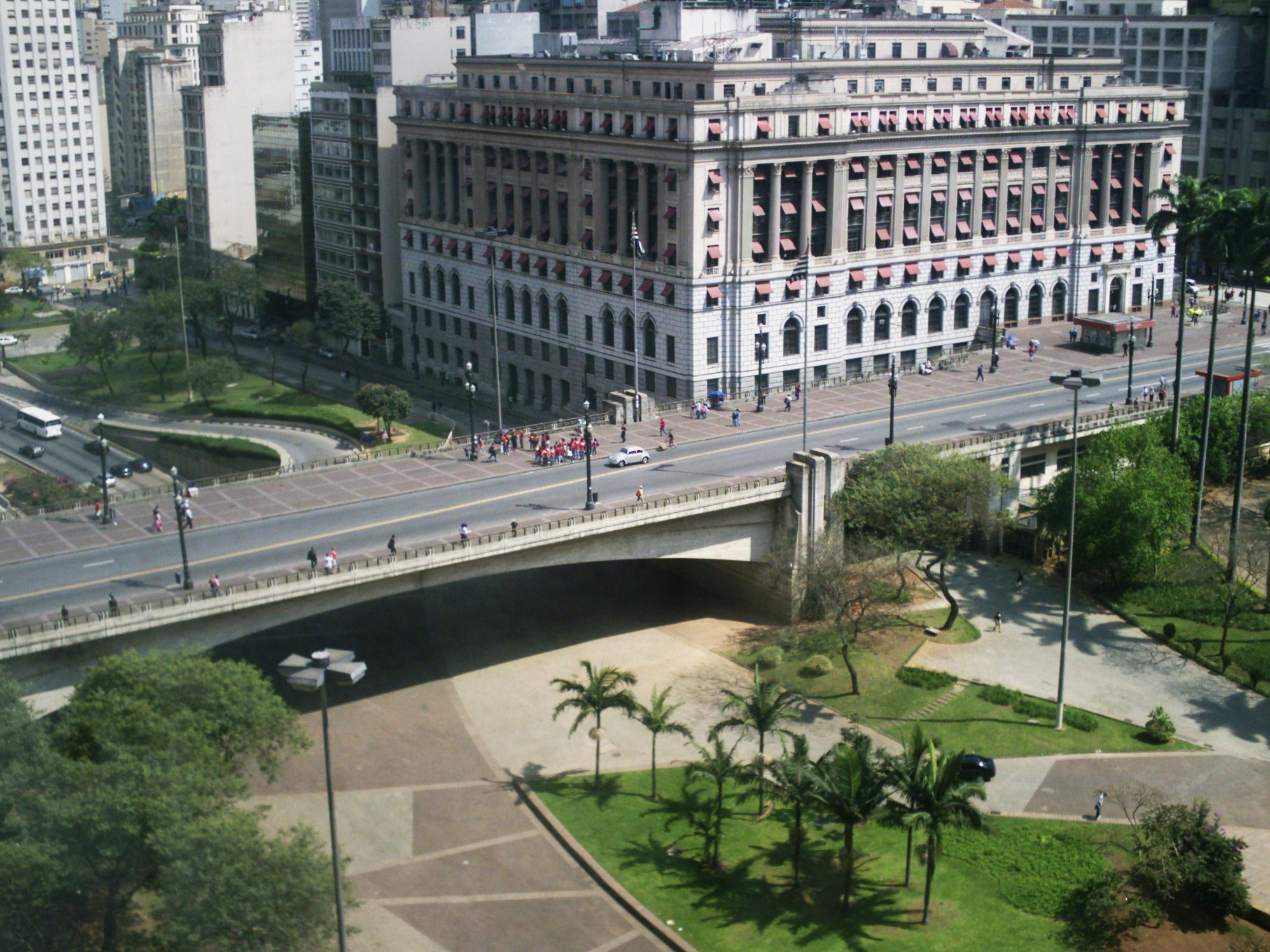
1892: Inauguração do Viaduto do Chá

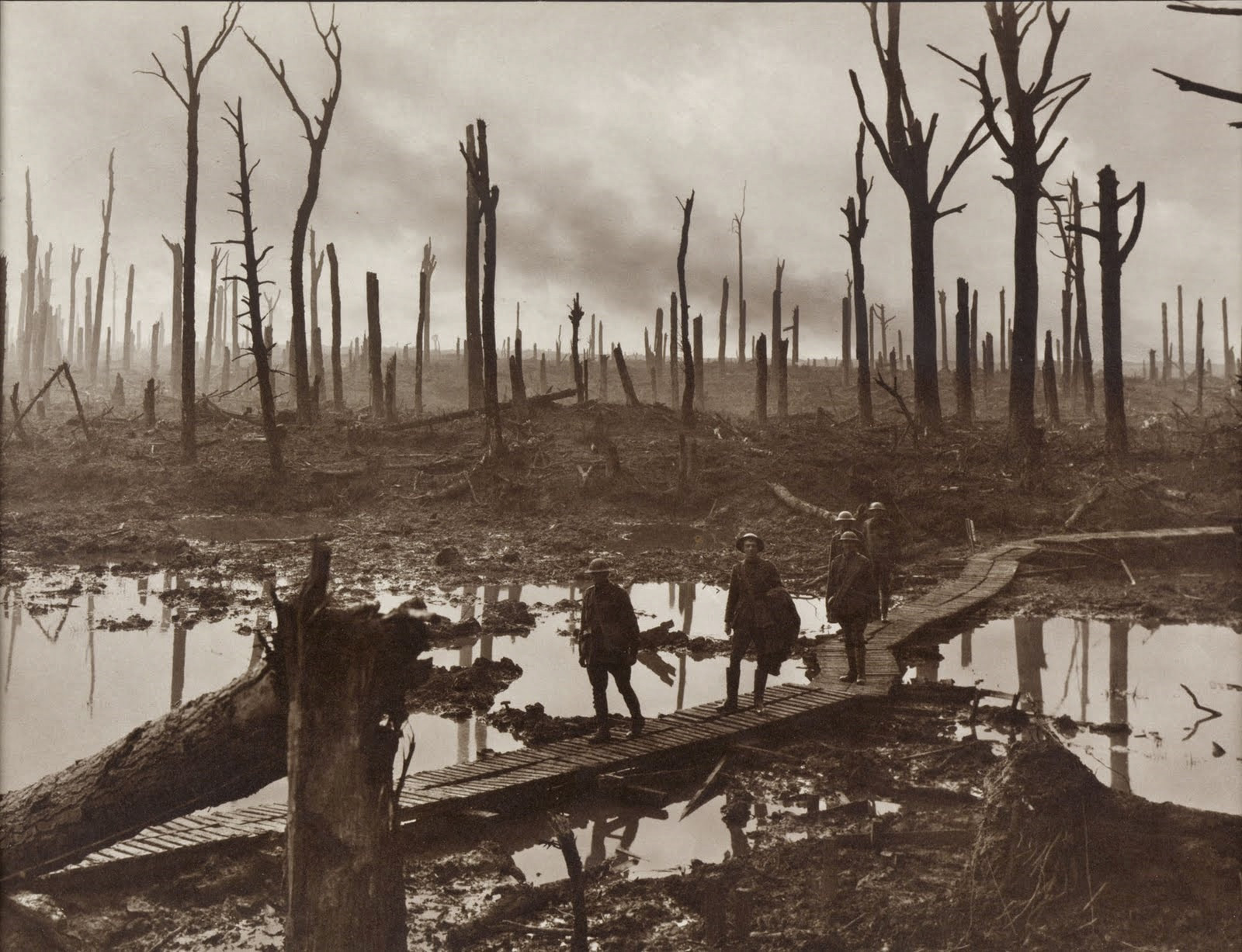
1917: Término da Batalha de Passchendaele

- 0355 — O imperador romano Constâncio II promove seu primo Juliano para o posto de César, confiando-o ao governo da Prefeitura pretoriana da Gália.
- 0447 — Um forte terremoto destrói grande parte das Muralhas de Constantinopla, incluindo 57 torres.
- 0963 — Sínodo de Roma: O imperador Oto I convoca um concílio na Basílica de São Pedro, em Roma. O papa João XII é deposto sob a acusação de uma rebelião armada contra Oto.
- 1528 — O conquistador espanhol Álvar Núñez Cabeza de Vaca se torna o primeiro europeu conhecido a pisar na área que se tornaria o Texas.
- 1577 — A primeira observação registrada da Terra do Grande Cometa de 1577 ocorre por astrônomos astecas no México, seguida por relatórios da Itália em 7 de novembro e do Japão em 8 de novembro.[1]
- 1792 — Batalha de Jemappes nas Guerras revolucionárias francesas.
- 1797 — O Imperador Paulo I sobe ao poder na Rússia, após a morte da sua mãe, a Imperatriz Catarina, a Grande.
- 1817 — Casamento de D. Pedro de Alcântara, Príncipe do Brasil (futuro Imperador D. Pedro I do Brasil e Rei D. Pedro IV de Portugal) com a Princesa Leopoldina de Áustria (futura Imperatriz e também Rainha Maria Leopoldina)
- 1836 — Bento Gonçalves é aclamado presidente da então proclamada República Farroupilha.
- 1844 — A República Dominicana torna-se independente do Haiti.
- 1860 — Abraham Lincoln é eleito o 16º presidente dos Estados Unidos com apenas 40% do voto popular, derrotando John C. Breckinridge, John Bell e Stephen A. Douglas.
- 1888 — Em sua segunda visita à Basílica de Aparecida, a Princesa Isabel ofertou à santa uma coroa de ouro cravejada de diamantes e rubis, juntamente com um manto azul.
- 1892 — Inaugurado o Viaduto do Chá, no Vale do Anhangabaú, em São Paulo.
- 1913 — O então advogado Mohandras Gandhi (mais tarde conhecido como Mahatma Gandhi) é preso enquanto liderava uma marcha de mineiros indianos que trabalhavam na África do Sul.
- 1917
  - Primeira Guerra Mundial: término da Batalha de Passchendaele: após três meses de combates ferozes, as forças canadenses tomam Passchendaele na Bélgica.
  - Revolução de Outubro: tropas leais à Diretoria Russa entram em conflito com os guardas vermelhos bolcheviques pelo controle de várias pontes em Petrogrado.
- 1935 — Edwin Armstrong apresenta seu artigo "Um método de redução de distúrbios na sinalização de rádio por um sistema de modulação de frequência" na seção de Nova Iorque do Instituto de Engenheiros de Rádio.
- 1936 — Guerra Civil Espanhola: o governo republicano foge de Madri para Valência, levando à formação do Conselho de Defesa de Madri em seu lugar.
- 1942
  - Segunda Guerra Mundial: começa A Patrulha de Carlson durante a Campanha de Guadalcanal.
  - Segunda Guerra Mundial: primeiro voo do Heinkel He 219.
- 1944 — O plutônio é produzido pela primeira vez nas instalações atômicas de Hanford e posteriormente usado na bomba atômica Fat Man lançada em Nagasaki, no Japão.
- 1962 — A Assembleia Geral das Nações Unidas aprova uma resolução condenando as políticas de apartheid da África do Sul e solicita que todos os estados membros da ONU cessem as relações militares e econômicas com a nação.
- 1963 — Após o golpe de 1 de novembro e a execução do presidente Ngo Dinh Diem, o líder do golpe, general Duong Van Minh, assume a liderança do Vietnã do Sul.
- 1971 — A Comissão de Energia Atômica dos Estados Unidos testa a maior bomba de hidrogênio subterrânea dos Estados Unidos, de codinome Cannikin, na ilha Amchitka, nas ilhas Aleutas.
- 1985
  - Na Colômbia, guerrilheiros esquerdistas do Movimento 19 de Abril tomam o controle do Palácio da Justiça em Bogotá, matando 115 pessoas, 11 delas juízes da Suprema Corte.
  - Toma posse em Portugal o X Governo Constitucional, um governo minoritário do Partido Social Democrata chefiado pelo primeiro-ministro Aníbal Cavaco Silva.
- 1988 — Terremotos de Lancang-Gengma: Pelo menos 938 pessoas morreram depois que dois poderosos terremotos abalaram a fronteira China-Mianmar na província de Yunnan.
- 2002 — Um Fokker 50 cai perto do aeroporto de Luxemburgo, matando 20 e ferindo três.[2]
- 2004 — Um trem expresso colide com um vagão parado perto da vila de Ufton Nervet, Inglaterra, matando sete e ferindo 150.[3]
- 2016 — Guerra Civil Síria: As Forças Democráticas Sírias (FDS) lançam uma ofensiva para capturar a cidade de Raqqa do Estado Islâmico do Iraque e do Levante.

## Nascimentos

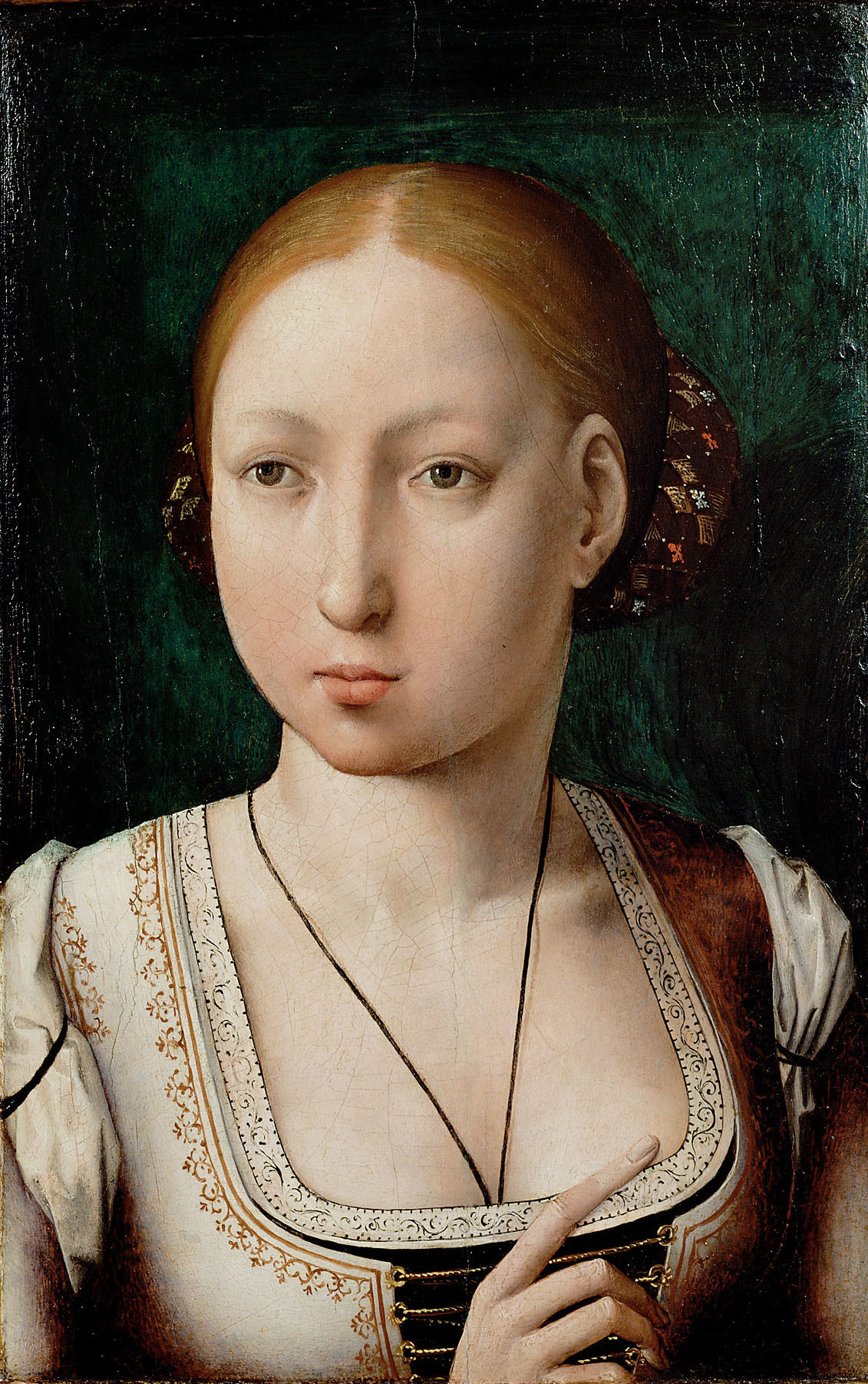
Joana de Castela

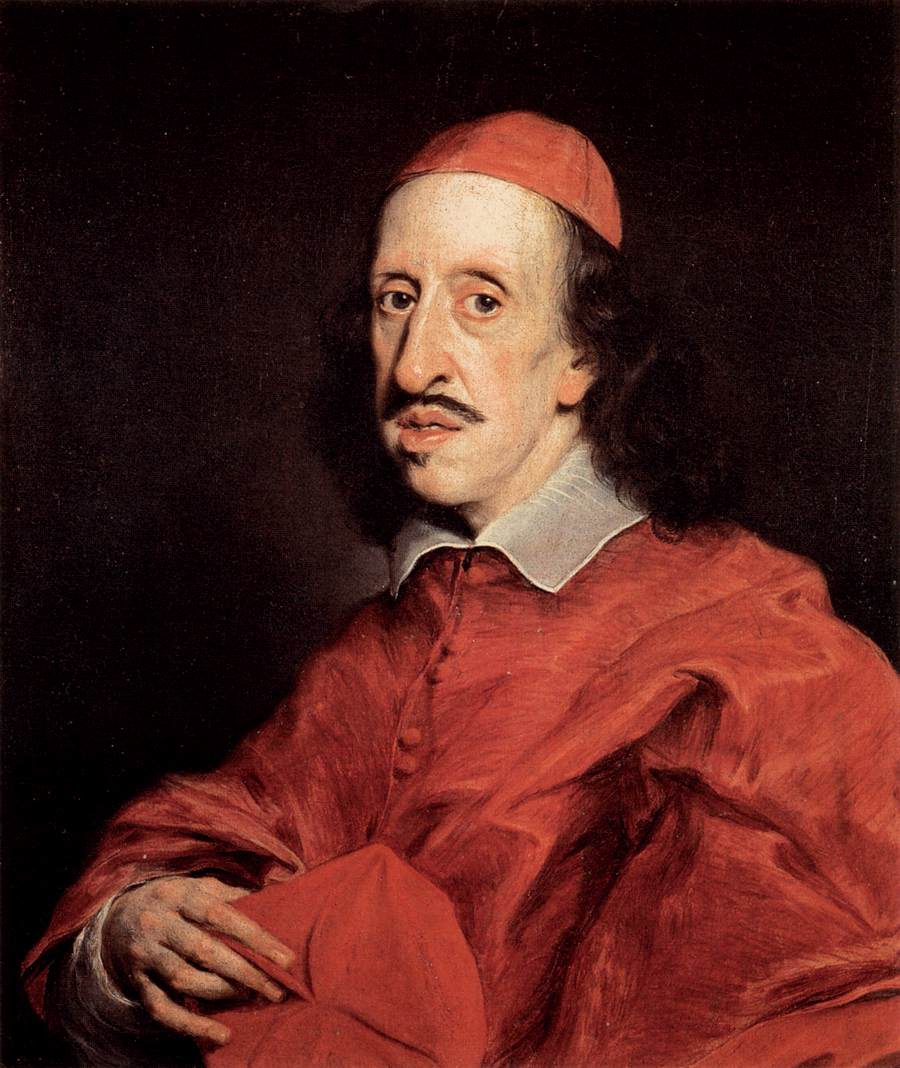
Leopoldo de Médici

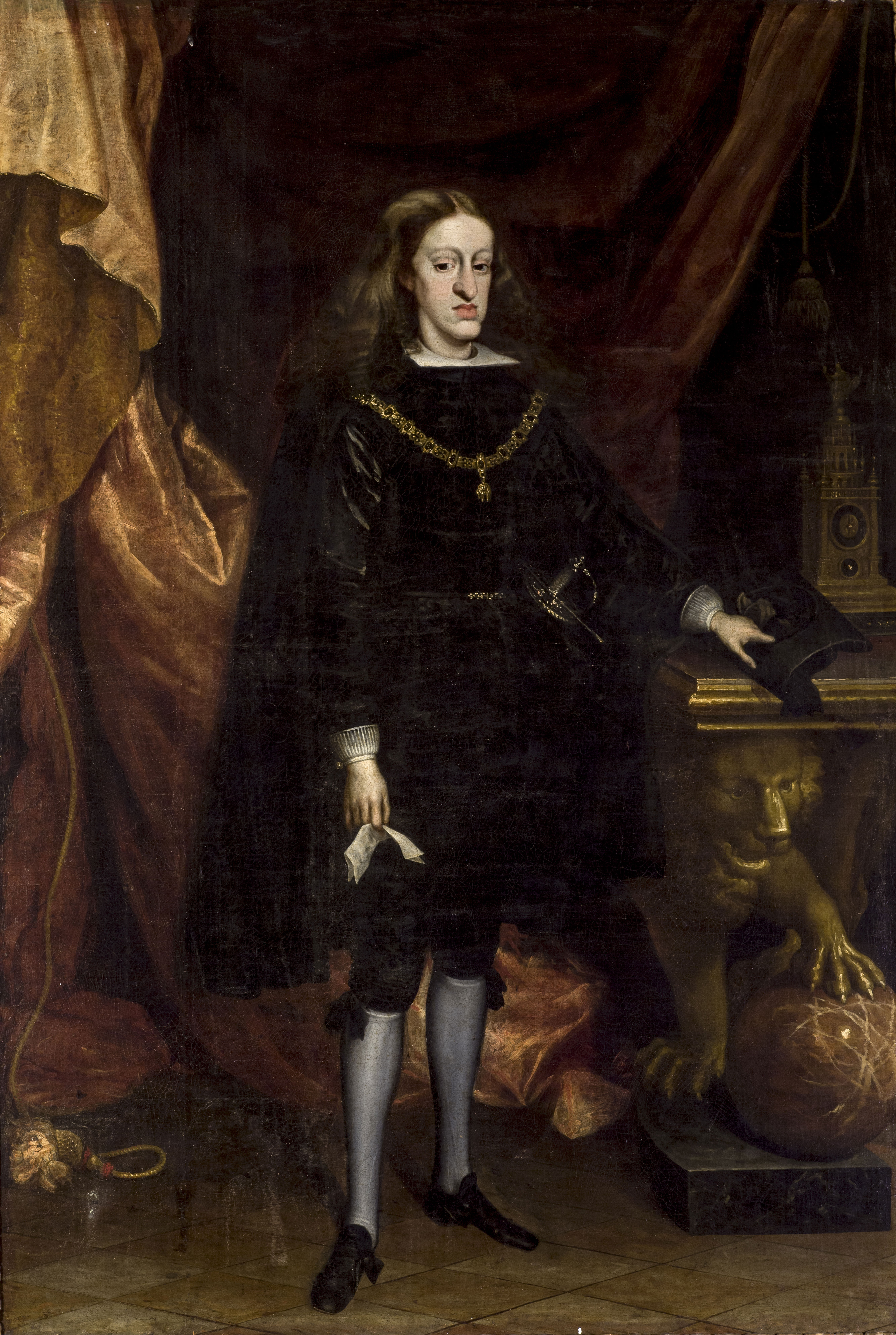
Carlos II de Espanha

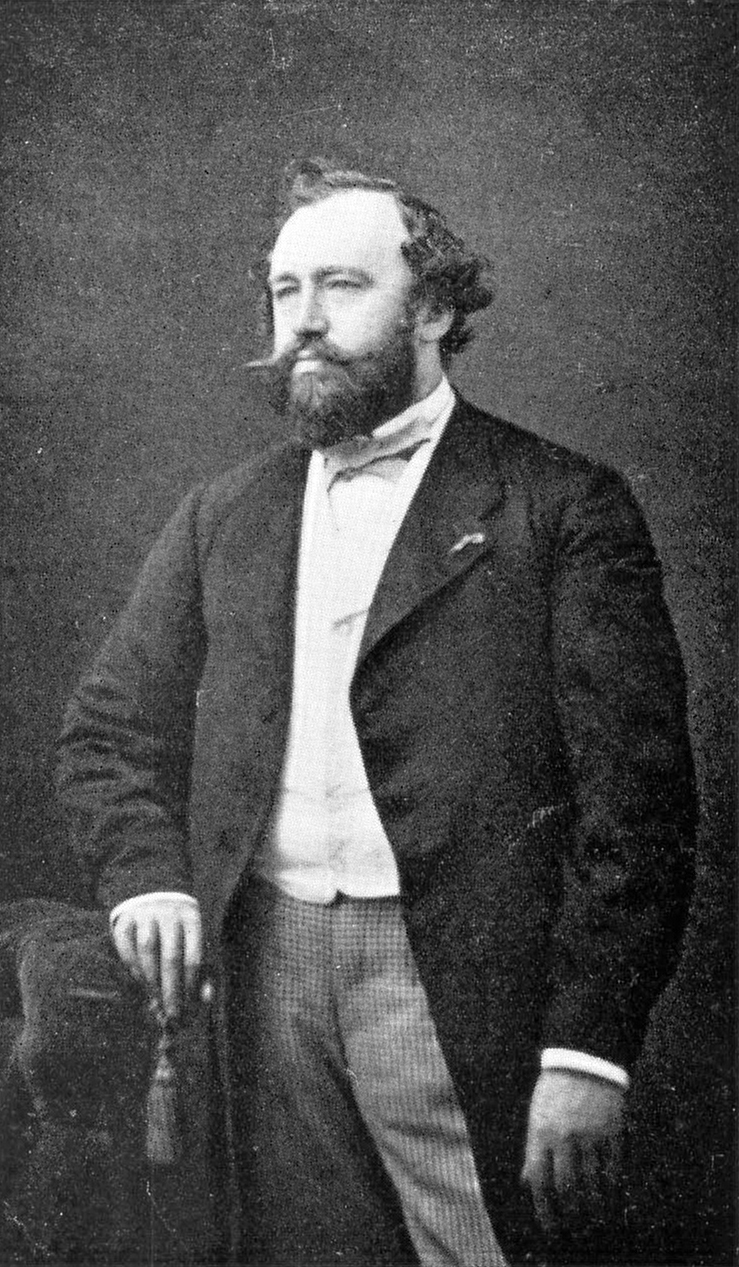
Adolphe Sax

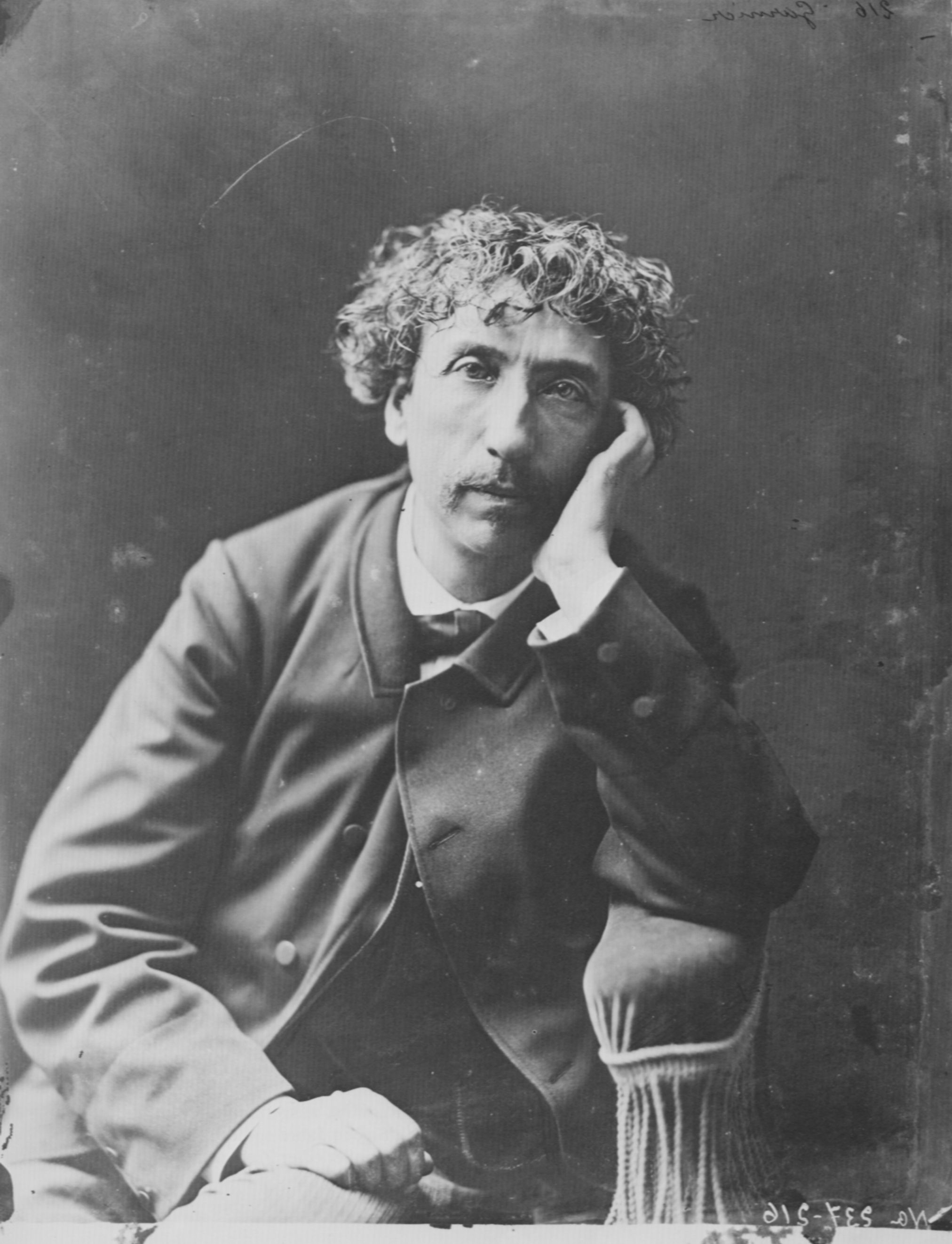
Charles Garnier

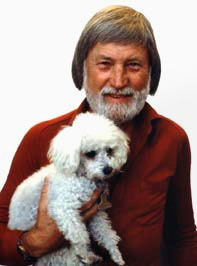
Ray Conniff

Ciro Gomes

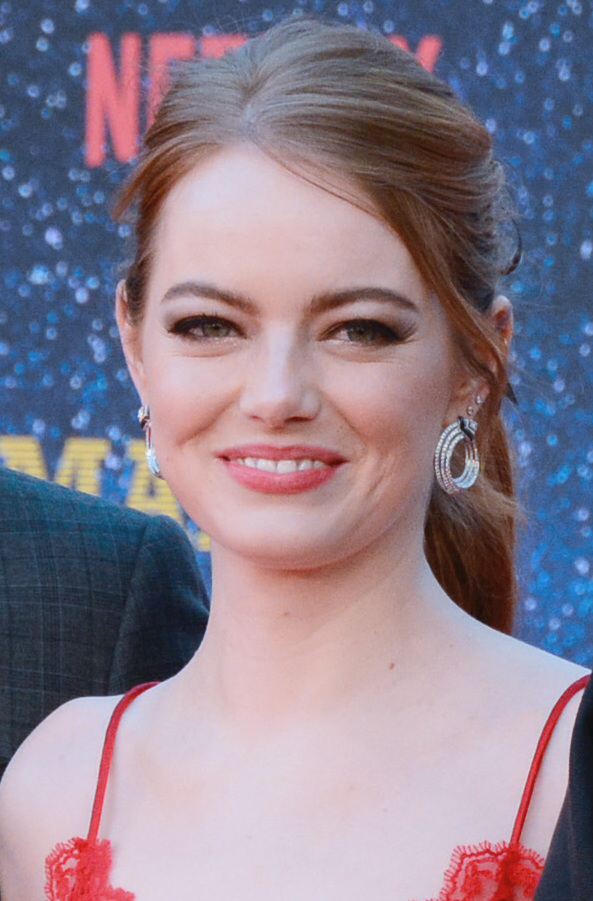
Emma Stone

### Anteriores ao século XIX
- 0015 — Agripina Menor, imperatriz-consorte romana (m. 59).
- 0331 — Juliano, o Apóstata, imperador romano (m. 363).
- 1479
  - Filipe I de Baden (m. 1533).
  - Joana de Castela (m. 1555).
- 1494 — Solimão I, imperador otomano (m. 1566).
- 1534 — Joachim Camerarius, o Jovem, médico, botânico e naturalista alemão (m. 1598).
- 1550 — Catarina Månsdotter, rainha consorte da Suécia (m. 1612).
- 1617 — Leopoldo de Médici, cardeal italiano (m. 1675).
- 1636 — Henriqueta Adelaide de Saboia (m. 1676).
- 1661 — Carlos II de Espanha (m. 1700).
- 1730 — Leonardo Antonelli, cardeal e bispo italiano (m. 1811).
- 1744 — Miguel Carlos José de Noronha e Silva Abranches, religioso português (m. 1803).
- 1754 — Frederico I de Württemberg (m. 1816).
- 1755 — Stanislaw Staszic, político, geólogo, poeta e filósofo polonês (m. 1826).
- 1771 — Alois Senefelder, ator, litógrafo e inventor austríaco (m. 1834).
- 1784 — Laure de St. Martin Permon, escritora francesa (m. 1838).
- 1794 — Aimable Pélissier, general e político francês (m. 1864).

### Século XIX
- 1804 — Nuno José Severo de Mendonça Rolim de Moura Barreto, político português (m. 1875).
- 1808 — Friedrich Julius Richelot, matemático alemão (m. 1875).
- 1814 — Adolphe Sax, inventor belga de instrumentos musicais (m. 1894).
- 1825 — Charles Garnier, arquiteto francês (m. 1898).
- 1835 — Cesare Lombroso, antropólogo e criminologista italiano (m. 1909).
- 1841
  - Armand Fallières, político francês (m. 1931).
  - Nelson Wilmarth Aldrich, político norte-americano (m. 1915).
- 1851 — Charles Dow, jornalista e economista estadunidense (m. 1902).
- 1854 — John Philip Sousa, compositor e regente estadunidense (m. 1932).
- 1858 — Caran d'Ache, desenhista e humorista francês (m. 1909).
- 1861 — James Naismith, médico e pedagogo canadense (m. 1939).
- 1867 — Marie Bregendahl, escritora dinamarquesa (m. 1940).
- 1872 — Michel Frédérick, ciclista suíço (m. 1912).
- 1875 — Amadeu Amaral, escritor brasileiro (m. 1929)
- 1880 — Robert Musil, romancista e dramaturgo austríaco (m. 1942).
- 1882 — Thomas Harper Ince, ator estadunidense (m. 1924).
- 1883 — Giuseppe Fietta, cardeal italiano (m. 1960).
- 1886 — Gus Kahn, músico e compositor alemão (m. 1941).
- 1887 — Ladislav Žemla, tenista tcheco (m. 1955).
- 1890 — Alfonso Castaldo, cardeal italiano (m. 1966).
- 1893 — Edsel Bryant Ford, investidor e industrialista estadunidense (m. 1943).
- 1895 — Lucília Fraga, pintora brasileira (m. 1979).
- 1896
  - Filipe de Hesse-Cassel (m. 1980).
  - Wolfgang de Hesse-Cassel (m. 1989).

### Século XX

#### 1901–1950
- 1903
  - June Marlowe, atriz norte-americana (m. 1984).
  - Domingos Monteiro, advogado, poeta e escritor português (m. 1980).
- 1905 — Pierre Gemayel, político libanês (m. 1984).
- 1907
  - Delfim Santos, professor, escritor e filósofo português (m. 1966).
  - Rafael Zabaleta, pintor espanhol (m. 1960).
- 1908 — Ludwig Landen, canoísta alemão (m. 1985).
- 1910 — Miguel Reale, filósofo e jurista brasileiro (m. 2006).
- 1913
  - Lauro Maia Teles, compositor, instrumentista e arranjador brasileiro (m. 1950).
  - Roy Lewis, jornalista, economista e escritor britânico (m. 1996).
- 1914
  - Jonathan Harris, ator norte-americano (m. 2002).
  - Joseph Chatt, químico britânico (m. 1994).
- 1916 — Ray Conniff, arranjador, trombonista e líder de orquestra estadunidense (m. 2002).
- 1917 — Sharof Rashidov, político uzbeque (m. 1983).
- 1919
  - Sophia de Mello Breyner, poetisa e escritora portuguesa (m. 2004).
  - Christoph Probst, líder antifascista alemão (m. 1943).
- 1920 — Hans-Peter Friedländer, futebolista suíço (m. 1999).
- 1921
  - Rinaldo Martino, futebolista argentino (m. 2000).
  - James Jones, escritor norte-americano (m. 1977).
- 1922 — Michel Crozier, sociólogo francês (m. 2013).
- 1923 — Antônio Francisco, futebolista brasileiro (m. 1997).
- 1925
  - Michel Bouquet, ator francês (m. 2022).
  - Franz Pelikan, futebolista austríaco (m. 1994).
- 1926 — Zig Ziglar, escritor norte-americano (m. 2012).
- 1929
  - Yozhef Betsa, futebolista e treinador de futebol ucraniano (m. 2011).
  - June Squibb, atriz estadunidense.
- 1931
  - Peter Collins, automobilista britânico (m. 1958).
  - Silvio Parodi, futebolista e treinador de futebol paraguaio (m. 1989).
- 1932 — François Englert, físico belga.
- 1934 — Carlos Correia, político guineense (m. 2021)
- 1936 — Jacques Charrier, ator e produtor de cinema francês.
- 1937 — Ramsewak Shankar, político surinamês, 4.º presidente do Suriname.
- 1938 — P.J. Proby, ator, cantor e compositor norte-americano.
- 1939 — David Parker Ray, criminoso norte-americano (m. 2002).
- 1940 — Johnny Giles, ex-futebolista irlandês.
- 1941
  - Mário Tito, futebolista brasileiro (m. 1994).
  - Guy Clark, compositor, cantor e músico norte-americano (m. 2016).
- 1943 — Roberto Telch, futebolista argentino (m. 2014).
- 1944
  - Brian Weiss, psiquiatra e escritor norte-americano.
  - Renato Lombardi, jornalista italiano.
- 1945
  - Odd Iversen, futebolista norueguês (m. 2014).
  - Enver Hadžiabdić, ex-futebolista bósnio.
- 1946
  - Sally Field, atriz norte-americana.
  - Waltércio Caldas, artista plástico brasileiro.
- 1947
  - Larry James, atleta norte-americano (m. 2008).
  - Edward Yang, cineasta taiwanês (m. 2007).
- 1948 — Glenn Frey, músico, cantor e compositor norte-americano (m. 2016).
- 1949
  - Arturo Sandoval, músico cubano.
  - Ariel Henry, político e neurocirurgião haitiano.
  - Brad Davis, ator norte-americano (m. 1991).
- 1950 — Leonardo Ulrich Steiner, religioso e teólogo brasileiro.

#### 1951–2000
- 1951 — Ricardo Marcelo, político brasileiro.
- 1952
  - Michael Cunningham, escritor norte-americano.
  - Tommy Finney, ex-futebolista britânico.
- 1954
  - Kurt Welzl, ex-futebolista austríaco.
  - Karin Fossum, escritora norueguesa.
- 1955 — Kaki Hunter, atriz e escritora estadunidense.
- 1956
  - Lei Clijsters, futebolista e treinador de futebol belga (m. 2009).
  - Eddie Gorodetsky, produtor, diretor, ator e roteirista estadunidense.
- 1957
  - Ciro Gomes, político brasileiro.
  - Cam Clarke, dublador e cantor norte-americano.
- 1958
  - Urs Freuler, ex-ciclista suíço.
  - Hery Rajaonarimampianina, político malgaxe.
- 1959 — Erik Seidel, jogador de pôquer estadunidense.
- 1960
  - Arvydas Janonis, ex-futebolista lituano.
  - Lance Kerwin, ator norte-americano (m. 2023).
- 1961 — Craig Goldy, guitarrista estadunidense.
- 1962 — Stefano Olivato, músico e multi-instrumentista italiano.
- 1963
  - Laurene Powell Jobs, empresária norte-americana.
  - Rozz Williams, músico, artista performático e poeta norte-americano (m. 1998).
- 1964
  - António Morato, ex-futebolista português.
  - Angela Summers, ex-atriz pornográfica e dançarina norte-americana.
  - Corey Glover, cantor, compositor, guitarrista e ator norte-americano.
- 1966
  - Marcelo Djian, ex-futebolista brasileiro.
  - Luiz Carlos Júnior, locutor esportivo brasileiro.
  - Ingo Spelly, ex-canoísta alemão.
- 1967
  - Rebecca Schaeffer, atriz norte-americana (m. 1989).
  - Ho Sung Pak, ator norte-americano.
- 1968
  - Kjetil Rekdal, ex-futebolista e treinador de futebol norueguês.
  - Kelly Rutherford, atriz norte-americana.
  - Jerry Yang, empresário norte-americano.
- 1969 — Leona Cavalli, atriz brasileira.
- 1970
  - Ethan Hawke, ator norte-americano.
  - Joyce Chepchumba, ex-fundista queniana.
- 1971 — José Luis Chacón, ex-futebolista peruano.
- 1972
  - Rebecca Romijn, atriz norte-americana.
  - Thandiwe Newton, atriz britânica.
- 1973 — Dudu Nobre, cantor brasileiro.
- 1974
  - Frank Vandenbroucke, ciclista belga (m. 2009).
  - Zoe MacLellan, atriz estadunidense.
- 1976
  - Robson Ponte, ex-futebolista brasileiro.
  - Ivan Reis, quadrinista brasileiro.
  - João Carlos Pires de Deus, ex-futebolista e treinador de futebol português.
  - Mike Herrera, músico estadunidense.
- 1977
  - Patrícia Tavares, atriz portuguesa.
  - Demian Maia, lutador brasileiro de artes marciais mistas.
- 1978
  - Daniella Cicarelli, modelo e apresentadora de televisão brasileira.
  - Zak Morioka, automobilista brasileiro.
  - Taryn Manning, cantora, estilista e atriz norte-americana.
- 1979
  - Ander Vilariño, automobilista espanhol.
  - Lamar Odom, ex-jogador de basquete norte-americano.
- 1980 — Márcio Nobre, ex-futebolista brasileiro.
- 1981
  - Daniela Meuli, ex-snowboarder suíça.
  - Kaspars Gorkšs, ex-futebolista letão.
  - Lee Dong-wook, ator sul-coreano.
  - Uday Taleb, ex-futebolista iraquiano.
- 1983
  - Gisela João, fadista portuguesa.
  - Monica Mattos, atriz e diretora brasileira de filmes eróticos.
- 1985
  - Shayne Lamas, atriz norte-americana.
  - Walid Mhadeb El Khatroushi, futebolista líbio.
- 1986
  - Adam Saunders, ator australiano.
  - Katie Leclerc, atriz norte-americana.
  - Adrian Mierzejewski, ex-futebolista polonês.
  - Bruno Urribarri, ex-futebolista argentino.
  - Thomas De Gendt, ciclista belga.
- 1987 — Ana Ivanović, ex-tenista sérvia.
- 1988
  - Emma Stone, atriz norte-americana.
  - Ana Cláudia Lemos, velocista brasileira.
  - Conchita Wurst, cantora austríaca.
- 1989
  - Jozy Altidore, futebolista norte-americano.
  - Shaina Magdayao, atriz, dançarina e cantora filipina.
  - Aaron Hernandez, jogador de futebol americano estadunidense (m. 2017).
- 1990
  - André Schürrle, ex-futebolista alemão.
  - Kris Wu, cantor e ator chinês.
  - Irací Hassler, política chilena.
  - Jiloan Hamad, futebolista sueco.
  - Bowen Yang, ator, comediante, podcaster e escritor americano.
- 1992
  - Paula Kania, tenista polonesa.
  - Yura, cantora sul-coreana.
  - Jorge Cubero, ciclista espanhol.
  - Robert Aramayo, ator britânico.
  - Stefan Ortega, futebolista alemão.
- 1993
  - Xabiani Ponce De León, ator mexicano.
  - Isaac Viñales, motociclista espanhol.
- 1995
  - André Silva, futebolista português.
  - Léo Vincent, ex-ciclista francês.
- 1996
  - Lorenzo Baldassarri, motociclista italiano.
  - Xin Xin, maratonista aquática chinesa.
- 1997
  - Marcelo Torres, futebolista argentino.
  - Elena-Gabriela Ruse, tenista romena.
  - Hero Fiennes Tiffin, ator e modelo britânico.
- 1999 — Robert Finke, nadador norte-americano.
- 2000 — Guilherme Schimidt, judoca brasileiro.

### Século XXI
- 2001
  - Ryusei Yamanaka, motociclista japonês.
  - Lucas Chevalier, futebolista francês.

## Mortes

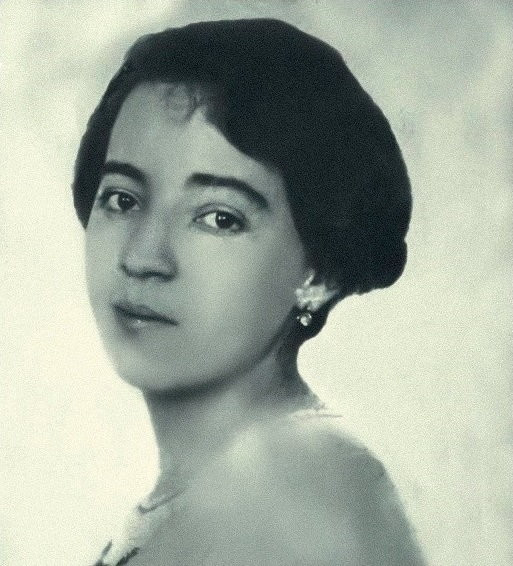
Anita Malfatti

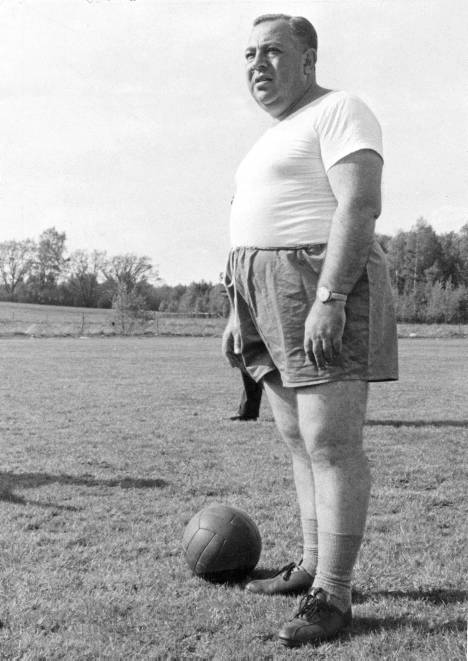
Vicente Feola

### Anteriores ao século XIX
- 0545 — Leonardo de Noblac, santo francês (n. 496).
- 1003 — Papa João XVII (n. 955).
- 1101 — Guelfo I da Baviera (n. 1030).
- 1231 — Tsuchimikado, imperador do Japão (n. 1195).
- 1406 — Papa Inocêncio VII (n. 1336).
- 1428 — Guillaume Fillastre, cardeal, canonista, humanista, e geógrafo francês (n. 1348).
- 1568 — Ana de Brunsvique-Luneburgo, duquesa da Pomerânia (n. 1502).
- 1580 — Giovanni Filippo Ingrassia, médico e anatomista italiano (n. 1510).
- 1597 — Catarina Micaela da Espanha (n. 1567).
- 1600
  - Ishida Mitsunari, samurai japonês (n. 1560).
  - Konishi Yukinaga, daimiô cristão e samurai japonês (n. 1555).
  - Ankokuji Ekei, monge rinzai, diplomata e daimiô japonês (n. 1539).
- 1612 — Henrique Frederico, Príncipe de Gales (n. 1594).
- 1650 — Guilherme II, Príncipe de Orange (n. 1626).
- 1672 — Heinrich Schütz, compositor, regente e organista alemão (n. 1585).
- 1771 — John Bevis, médico e astrônomo britânico (n. 1695).
- 1790 — James Bowdoin, político e líder revolucionário estadunidense (n. 1726).

### Século XIX
- 1817 — Carlota de Gales (n. 1796)
- 1822 — Claude Louis Berthollet, químico francês (n. 1748).
- 1836 — Carlos X da França (n. 1757).
- 1887 — Eugène Pottier, poeta e revolucionário francês (n. 1816).
- 1893 — Piotr Ilitch Tchaikovsky, compositor russo (n. 1840).

### Século XX
- 1927 — Maikki Friberg, ativista, jornalista e educadora finlandesa (n. 1861).
- 1964
  - Anita Malfatti, pintora modernista brasileira (n. 1889)
  - Hans Karl August Simon von Euler-Chelpin, químico sueco (n. 1873).
  - Hugo Koblet, ciclista suíço (n. 1925).
- 1970 — Agustín Lara, cantor, compositor e ator mexicano (n. 1897).
- 1975 — Vicente Feola, treinador de futebol brasileiro (n. 1909).
- 1986 — Elisabeth Grümmer, cantora alemã (n. 1911).
- 1998 — Niklas Luhmann, filósofo e sociólogo alemão (n. 1927).
- 1999 — Sleim Ammar, psiquiatra e poeta tunesino  (n. 1927)
- 1999 — Célia Biar, atriz e apresentadora brasileira (n. 1918).

### Século XXI
- 2003 — Eduardo Palomo, ator mexicano-americano (n. 1962).
- 2007 — Enzo Biagi, jornalista italiano (n. 1920).
- 2008 — Larry James, atleta estadunidense (n. 1947).
- 2009 — Dimitri De Fauw, ciclista belga (n. 1981).
- 2013 — Jorge Dória, ator brasileiro (n. 1920).
- 2015
  - Bob Lester, cantor, músico e sapateador brasileiro (n. 1913).
  - Beni Veras, político brasileiro (n. 1935).
  - Isaac Navón, escritor, dramaturgo e político israelense (n. 1921).
- 2018 — Dave Morgan, automobilista britânico (n. 1944).
- 2020 — King Von, rapper e compositor estadunidense (n. 1994).
- 2022 — Guilherme de Pádua, ator, pastor e criminoso brasileiro (n. 1969).

## Feriados e eventos cíclicos

### Internacional
- Dia Internacional para a Prevenção da Exploração do Ambiente em Tempo de Guerra e de Conflito Armado - Criado por ato da Assembleia Geral da ONU, com o intuito de criar normas ao meio ambiente quando um país está em guerra.
- Dia do saxofonista.

#### Brasil
- Dia Nacional do riso
- Dia Nacional do Amigo da Marinha do Brasil.
- Aniversário do município de Poços de Caldas, Minas Gerais
- Aniversário do município de Antônio Carlos, Santa Catarina
- Aniversário do município de Antonina, Paraná
- Dia da Festa do Santo Condestável Beato Nuno de Santa Maria Nuno Álvares Pereira
- Aniversário de fundação do município de Palmácia, Ceará (1862)
- Beatificação de Madre Bárbara Maix, fundadora da Congregação das Irmãs do Imaculado Coração de Maria, em Porto Alegre, Rio Grande do Sul (2010)

#### Portugal
- Criação dos municípios de Paços de Ferreira e de Valpaços.

### Cristianismo
- 498 mártires espanhóis
- Bárbara Maix
- Hilduto
- Leonardo de Noblac
- Mártires da Guerra Civil Espanhola
- Nuno Álvares Pereira
- Paulo I de Constantinopla
- William Temple

## Outros calendários
- No calendário romano era o 8.º dia  (VIII) antes dos idos de novembro.
- No calendário litúrgico tem a letra dominical B para o dia da semana.
- No calendário gregoriano a epacta do dia é xvi.

1. ↑  "Abū'l Faẓl, independent discoverer of the Great Comet of 1577", by R. C. Kapoor, Journal of Astronomical History and Heritage vol.18, No.3 (2015) pp.249–260
2. ↑  Ranter, Harro. «Accident Fokker 50 LX-LGB, Wednesday 6 November 2002». asn.flightsafety.org. Consultado em 24 de junho de 2025
3. ↑  «Six die as train ploughs into car» (em inglês). 7 de novembro de 2004. Consultado em 24 de junho de 2025